# Шахова, Надежда Ивановна
Надежда Ивановна Шахова (4 октября 1926, Большой Токмак, Запорожская область — 11 февраля 2015, Алма-Ата) — зуборез завода № 175 имени С. М. Кирова Алма-Атинского совнархоза, Казахская ССР. Герой Социалистического Труда (1960).

## Биография
Родилась в 1926 году в рабочей семье в городе Большой Токмак (сегодня — Токмак) Мелитопольского округа. После начала Великой Отечественной войны эвакуировалась в 1941 году в Алма-Ату, где окончила школу фабрично-заводского обучения (ФЗО). С весны 1943 года трудилась зуборезом на эвакуированном в Алма-Ату заводе № 175, который производил для фронта мины АМД-500 и АМД-1000.
После войны продолжила трудиться зуборезом в цехе № 28 этого же завода (позднее — Машиностроительный завод имени С. М. Кирова), который в советское время был секретным предприятием, выпускавшим торпеды с тепловыми двигательными установками, авиационные магнитные донные мины для Военно-Морского флота СССР, оборудование для нефтегазовой и горнодобывающей промышленности, судовое гидравлические оборудование.
Ежегодно показывала высокие трудовые результаты. В 1950-е годы вошла в число передовиков производства. Указом Президиума Верховного Совета СССР от 7 марта 1960 года удостоена звания Героя Социалистического Труда в «ознаменование 50-летия Международного женского дня, за выдающиеся достижения в труде и особо плодотворную общественную деятельность» с вручением ордена Ленина и золотой медали «Серп и Молот» (№ 8339).
Стала первым Героем Социалистического Труда на своём родном производстве. Позже этим званием были награждены директор завода Пётр Харитонович Резчик (1966), слесарь Дмитрий Васильевич Кашин (1971) и токарь Иван Анисимович Булынин (1976).
После выхода на пенсию проживала в Алма-Ате. С 1982 года — персональный пенсионер союзного значения. Умерла 11 февраля 2015 года.